# Kraton (Kraton)
Kraton is een bestuurslaag in het regentschap Pasuruan van de provincie Oost-Java, Indonesië. Kraton telt 3024 inwoners (volkstelling 2010).